# Le Puy (Doubs)
Le Puy település Franciaországban, Doubs megyében. Lakosainak száma 105 fő (2022. január 1.). Le Puy Villers-Grélot, L’Écouvotte, Pouligney-Lusans, Saint-Hilaire, Val-de-Roulans és Vennans községekkel határos.

## Népesség
A település népességének változása:
| Lakosok száma | 41   | 45   | 48   | 67   | 109  | 110  | 112  | 113  | 111  | 105  |
|               | 1968 | 1982 | 1990 | 2006 | 2013 | 2015 | 2017 | 2019 | 2020 | 2022 |